# Erlauer Faß
Das Erlauer Faß war ein Volumenmaß in Ungarn. Das Maß galt vorrangig für Wein.
- 1 Erlauer Faß = 96 Halbe (ung.)/Icze = 80,0251616 Liter[1]
- 1 ½ ungarische Eimer oder Pressburger Eimer entsprachen einem Erlauer Faß. Für Spiritus, Branntwein und Wein ohne Hefe hatte aber ein Pressburger Eimer 60 Halbe.[2]